# Munhwa Broadcasting Corporation
Munhwa Broadcasting Corporation (MBC) južnokorejska je radio i televizijska mreža osnovana 1961. godine. Sjedište joj je u Seulu.

## Televizijski kanali

### Zemaljski
- MBC TV

### Kabel
Trenutno
- MBC Drama
- MBC Sports+
- MBC Every 1
- MBC M
- MBC On

Prijašnji
- MBCGame
- MBC Life
- MBC QueeN
- MBC Sports+ 2

## Radio stanice
- MBC Standard FM
- MBC FM4U
- Channel M

## Vanjske poveznice
- Službena stranica